# Осохтох
Осохтох (рос. Осохтох) — село Верхоянського улусу, Республіки Саха Росії. Входить до складу Егінського наслегу.
Населення — 148 осіб (2002 рік).
Село розташоване за 283 кілометри від адміністративного центру улусу — міста Верхоянська.